# فريدريك صموئيل فيش
فريدريك صموئيل فيش هو محامي وسياسي أمريكي، ولد في 8 فبراير 1852 في نيوآرك في الولايات المتحدة، وتوفي في 13 أغسطس 1936. انتخب عضو مجلس ولاية نيوجيرسي ‏ وانتخب عضو جمعية نيوجيرسي العامة ‏.